# Surah

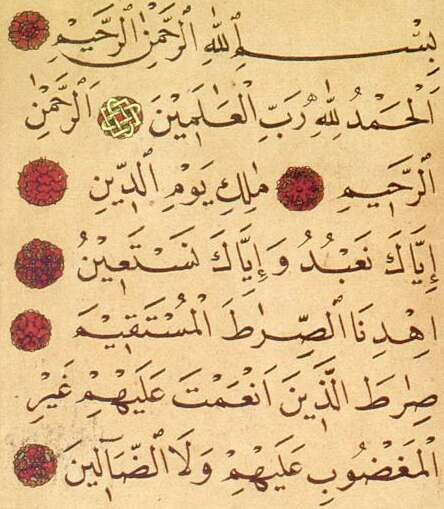
Al-Fatiha (Khai Đề), surah (Chương) đầu tiên của kinh Qur'an

Surah (/ˈsʊərə/; hay Sura; tiếng Ả Rập: سورة sūrah, số nhiều: سور suwar) là thuật ngữ tiếng Ả Rập chỉ một chương trong cuốn kinh Qur'an. Có 114 surah trong cuốn kinh, mỗi surah lại chia thành các mục câu nhỏ (gọi là ayah).